# 藤原光昭
藤原 光昭（ふじわら の みつあきら）は、平安時代中期の貴族。藤原北家、摂政太政大臣・藤原伊尹の四男。官位は従四位下・左近衛少将。

## 経歴
円融朝初期の執政である太政大臣・藤原伊尹の庶子であったが、伊尹は天禄3年（972年）に外孫である春宮・師貞親王（後の花山天皇）の即位を見ることなく没したため、後ろ盾を失った光昭の昇進は停滞した。
円融朝にて、侍従・左近衛少将を経て、天元3年（980年）五位蔵人に補される。天元5年（982年）正月に従四位下に叙されるが、同年4月2日の午の刻に卒去。これを受けて姪の尊子内親王は落飾した。

## 官歴
- 時期不詳：侍従
- 貞元2年（977年） 10月11日?：左近衛少将[2]
- 時期不詳：正五位下[3]
- 天元3年（980年） 正月11日：五位蔵人[3][4]
- 天元5年（982年） 正月6日：従四位下[5][3]。4月2日：卒去[6]